# Viscum myriophlebium
Viscum myriophlebium är en sandelträdsväxtart som beskrevs av John Gilbert Baker. Viscum myriophlebium ingår i släktet mistlar, och familjen sandelträdsväxter.

## Underarter
Arten delas in i följande underarter:
- V. m. flabellifolium
- V. m. longifolium